# Episodi di God, the Devil and Bob
La prima stagione della serie animata God, the Devil and Bob, composta da 13 episodi, è stata trasmessa negli Stati Uniti da NBC dal 9 marzo al 28 marzo 2000 e da Adult Swim dall'8 gennaio al 6 marzo 2011.
In Italia la stagione è stata trasmessa integralmente dal 24 giugno 2004 su Jimmy.
| n° | Titolo originale           | Titolo italiano             | Prima TV USA     | Prima TV Italia |
| -- | -------------------------- | --------------------------- | ---------------- | --------------- |
| 1  | In the Beginning           | In principio                | 9 marzo 2000     | 24 giugno 2004  |
| 2  | Andy Runs Away             | Scappa Andy scappa          | 14 marzo 2000    | 1º luglio 2004  |
| 3  | Date from Hell             | Appuntamento all'inferno    | 21 marzo 2000    | 8 luglio 2004   |
| 4  | The Devil's Birthday       | Buon compleanno Lucifero    | 28 marzo 2000    | 15 luglio 2004  |
| 5  | Neighbor's Keeper          | Non desiderare la donna     | 8 gennaio 2011   | 2004            |
| 6  | God's Favorite             | Il figlio prediletto        | 22 gennaio 2011  | 2004            |
| 7  | Bob Gets Committed         | Sorridi                     | 12 febbraio 2011 | 2004            |
| 8  | Lonely at the Top          | Il paradiso può attendere   | 19 febbraio 2011 | 2004            |
| 9  | Bob Gets Greedy            | Vendersi l'anima            | 26 febbraio 2011 | 2004            |
| 10 | There's Too Much Sex on TV | Sesso, sesso e ancora sesso | 5 marzo 2011     | 2004            |
| 11 | Bob's Father               | All'inferno e ritorno       | 12 marzo 2011    | 2004            |
| 12 | God's Girlfriend           | Cotta divina                | 19 marzo 2011    | 2004            |
| 13 | Bob Gets Involved          | Bob scende in campo         | 26 marzo 2011    | 2004            |